# Turanoclytus asellus
Turanoclytus asellus là một loài bọ cánh cứng trong họ Cerambycidae.